# Nečujam
Nečujam – wieś w Chorwacji, w żupanii splicko-dalmatyńskiej, w gminie Šolta. Leży na wyspie Šolta. W 2011 roku liczyła 171 mieszkańców.
W miejscowości tej wypoczywał poeta Krzysztof Kamil Baczyński.

## Galeria zdjęć

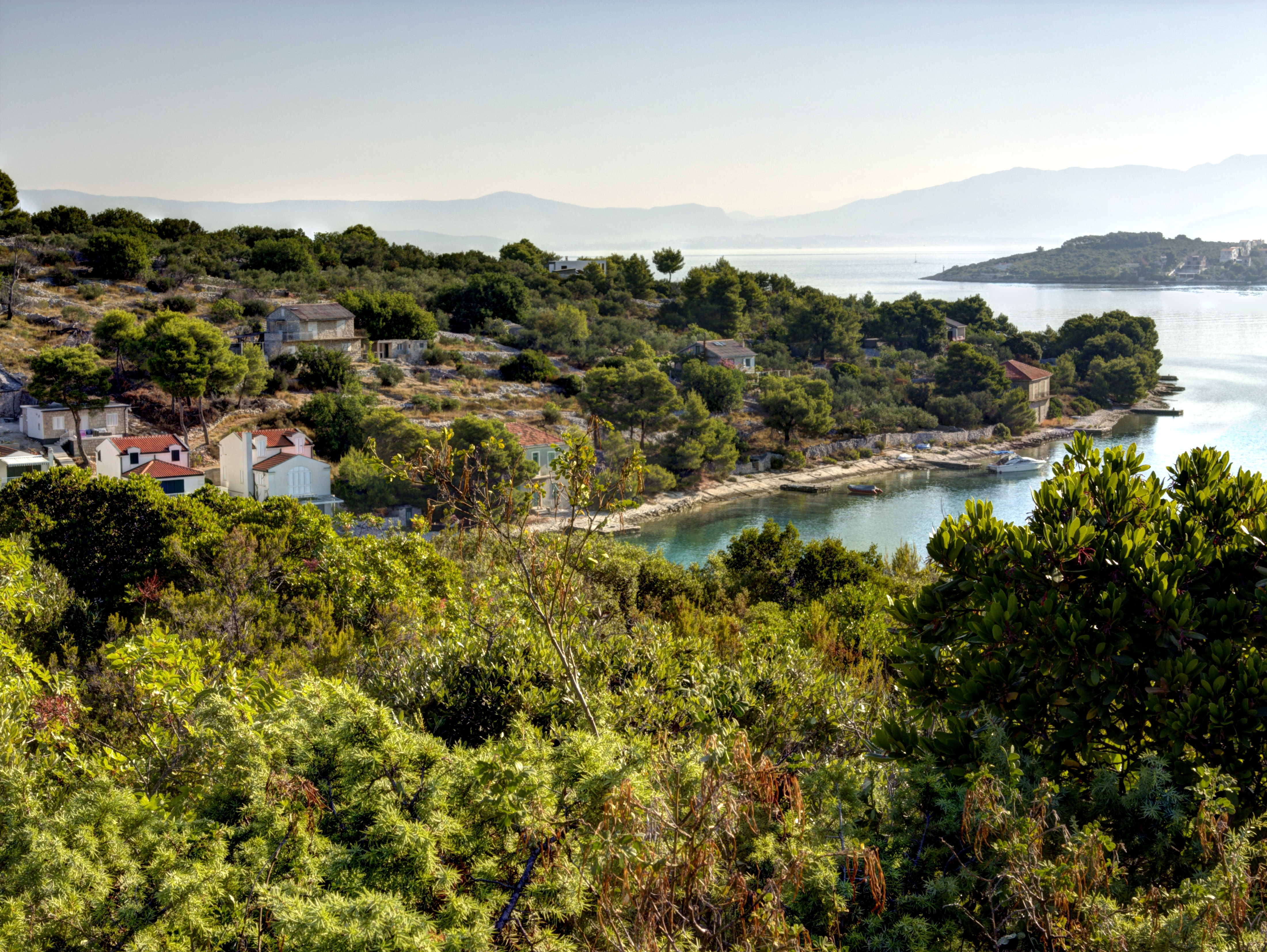
Podkamenica
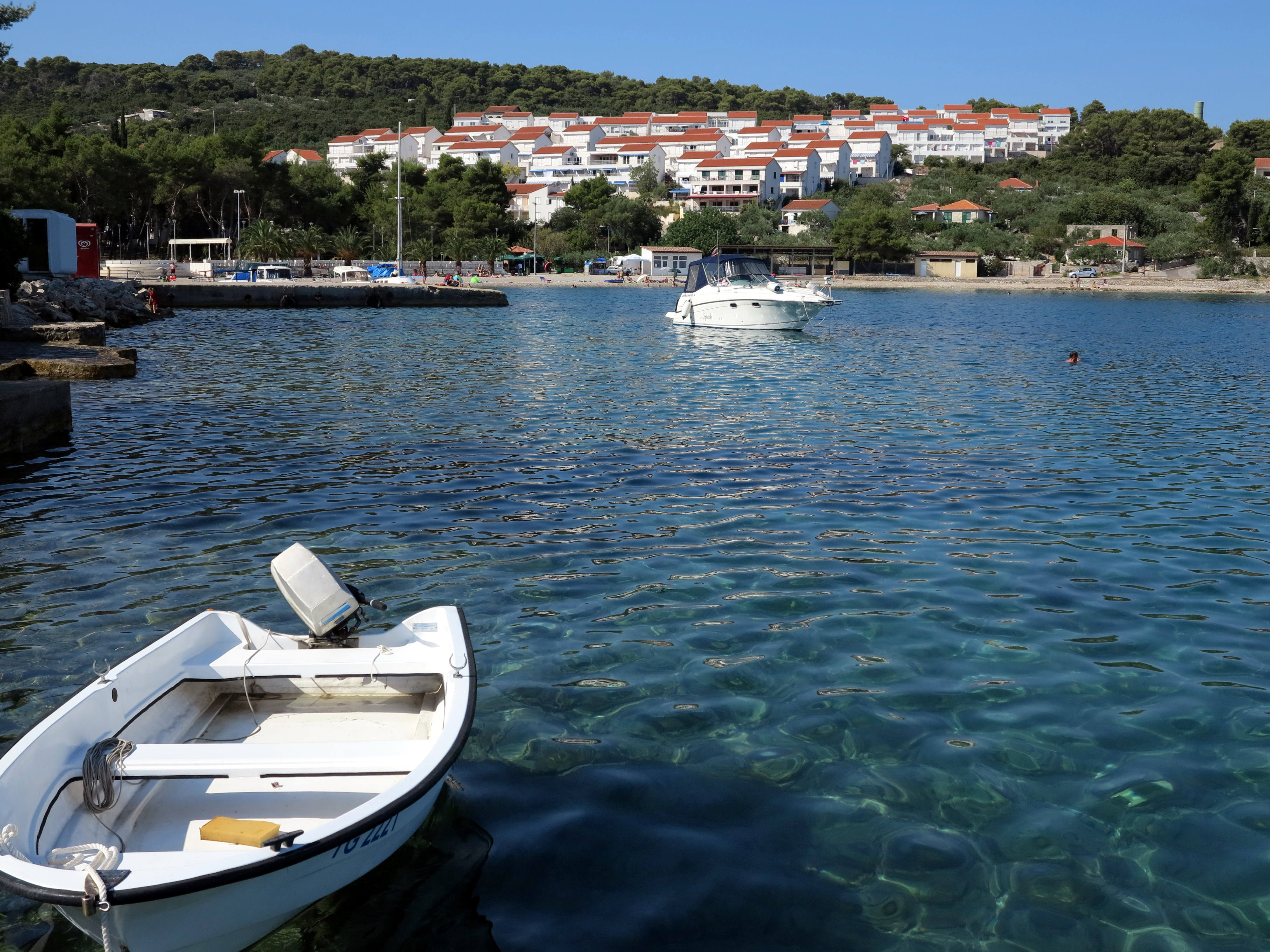
Supetar
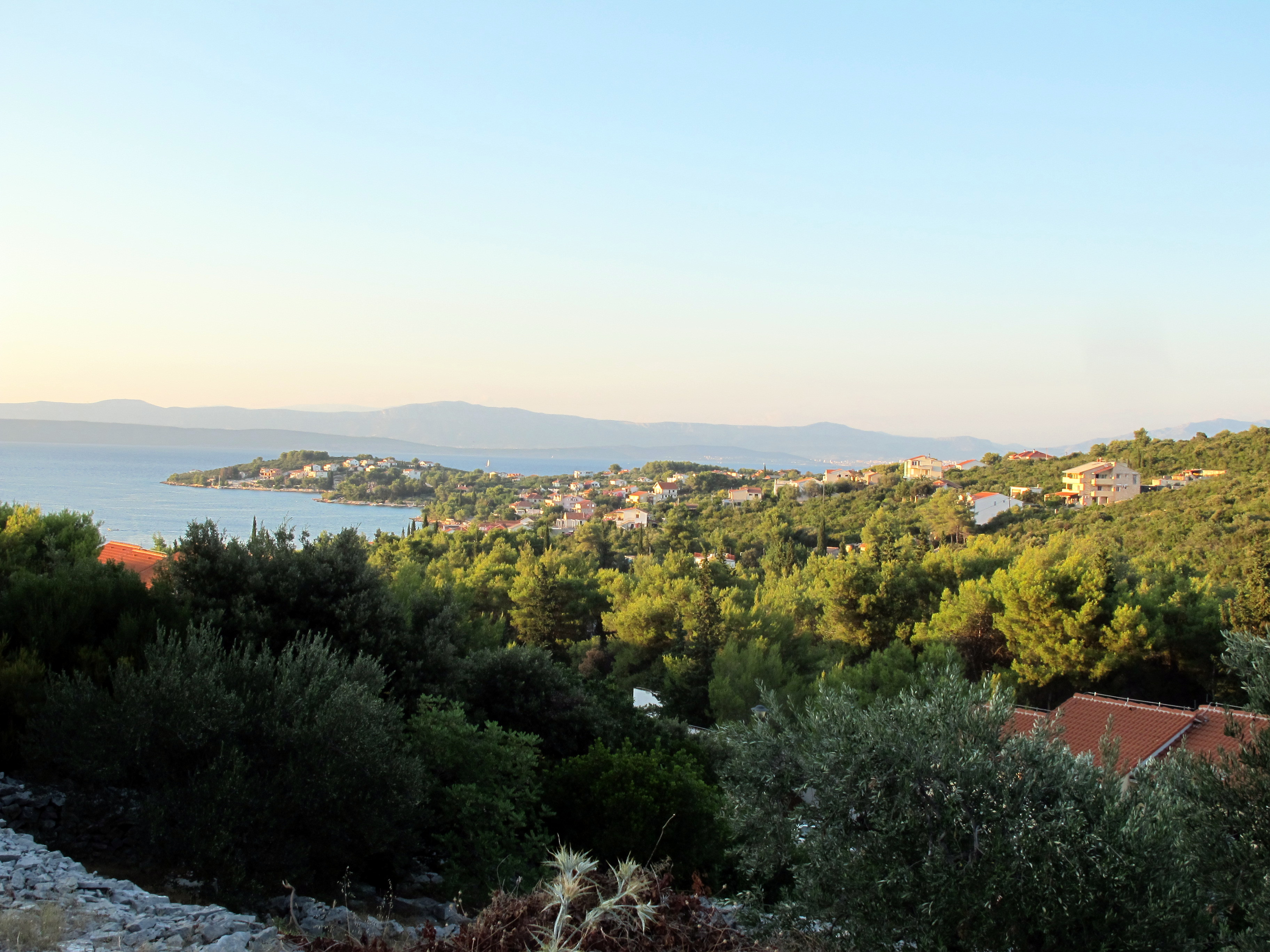
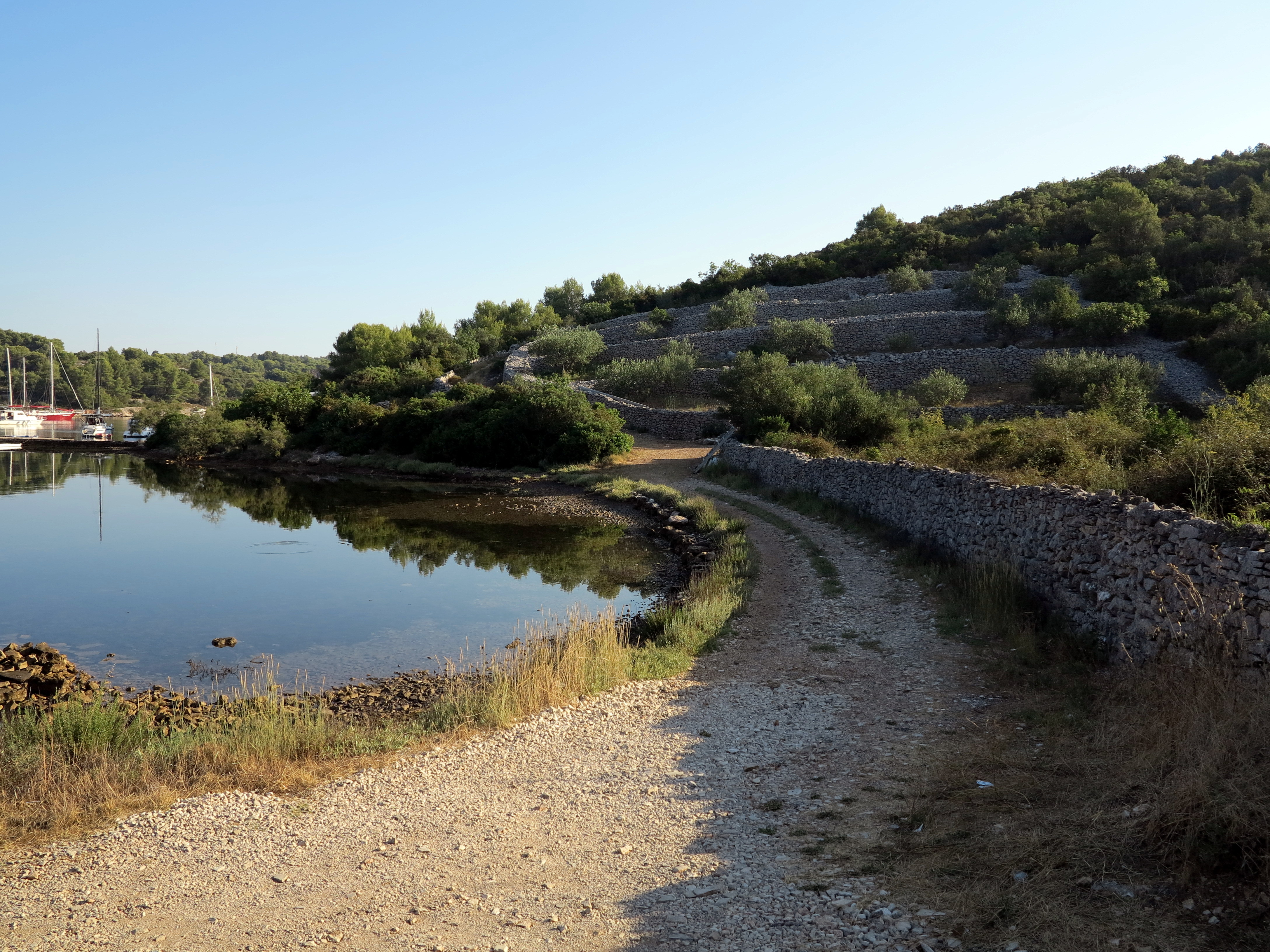
Piškera